# EComStation
eComStation är ett OS/2-baserat operativsystem för PC som utvecklas av Serenity Systems International och Mensys BV.
Serenity Systems International har licensierat OS/2 från IBM och utvecklar produkten vidare. Det har kommit två stora releaser, version 1.0 och 2.0, och fyra mindre, version 1.1, 1.2, 1.2R och 2.1.
eComStation 2.0 släpptes den 20 maj 2010 och den senaste versionen, 2.1, släpptes den 16 maj 2011.

## Nya funktioner som finns i den färdiga versionen av eComStation 2.0
- Stöd för ACPI
- Förbättrad hantering av hårddiskar
- Stöd för att starta eComStation från en JFS-volym
- Stöd för Samba
- Stöd för LDAP
- Uppdaterad DHCP-klient
- Förbättrad installation

## Nya funktioner som finns i den färdiga versionen av eComStation 2.1
- Stöd för hårddiskgränssnittet AHCI
- AiR-BOOT som stödjer flera primära partitioner
- ACPIWIZARD uppdaterad för att hantera APM-medvetna musdrivrutiner
- Kärnan uppdaterad till version 14.105

eComStation erbjuder samma grundplattform som OS/2, möjlighet att köra DOS, Windows 3.x, Java samt 16- och 32-bitars OS/2-program. Multikörning, virtuellt minne och stöd för nätverk.